# Tjocknäbbad vireo
Tjocknäbbad vireo (Vireo crassirostris) är en liten sångfågel i familjen vireor som förekommer i Västindien.

## Kännetecken

### Utseende
Den tjocknäbbade vireon är en 13–14 centimeter lång fågel med som namnet avslöjar relativt kraftig näbb. Den är grågrön ovan, beigegul under och har två tydliga vita vingband på den mörka vingarna. Ovanför tygeln syns ett gult streck och runt det mörka ögat en bruten vit ögonring. Mycket lika arten vitögd vireo har just vitt öga, obruten gul ögonring, grått huvud och gulgröna flanker.

### Läten
Sången är nästan identisk med den vitögda vireon, en varierande och snabb fras på sex till sju noter, som börjar och slutar med ett skarpt "chick", väldigt likt den vitögda vireon, men något skarpare. Lätet består av en långsam serie grälande ljud.

## Utbredning och taxonomi
Tjocknäbbad vireo delas in i sex underarter med följande utbredning:
- Vireo crassirostris crassirostris – Bahamas
- Vireo crassirostris stalagmium – Turks- och Caicosöarna
- Vireo crassirostris cubensis – Cayo Paredón Grande (i arkipelagen Sabana-Camagüey) utanför Kubas norra kust
- Vireo crassirostris alleni - Caymanöarna
- Vireo crassirostris tortugae – Tortue I. (utanför nordvästra Haiti)

Arten är en tillfällig besökare i södra Florida.
Tidigare behandlades providenciavireon (V. approximans) som en underart till tjocknäbbad vireo. Den förs nu istället till mangrovevireon alternativt urskiljs som egen art.

## Levnadssätt
Tjocknäbbad vireo trafikerar buskar och snår i tropiska buskage. Dess gräsfodrade bo är nätt skålformat, fastsatt i en träd- eller buskklyka. Den lägger två eller tre mörkt fläckiga vita ägg. Både hanen och honan ruvar äggen. Fågelns föda består nästan uteslutande av insekter.

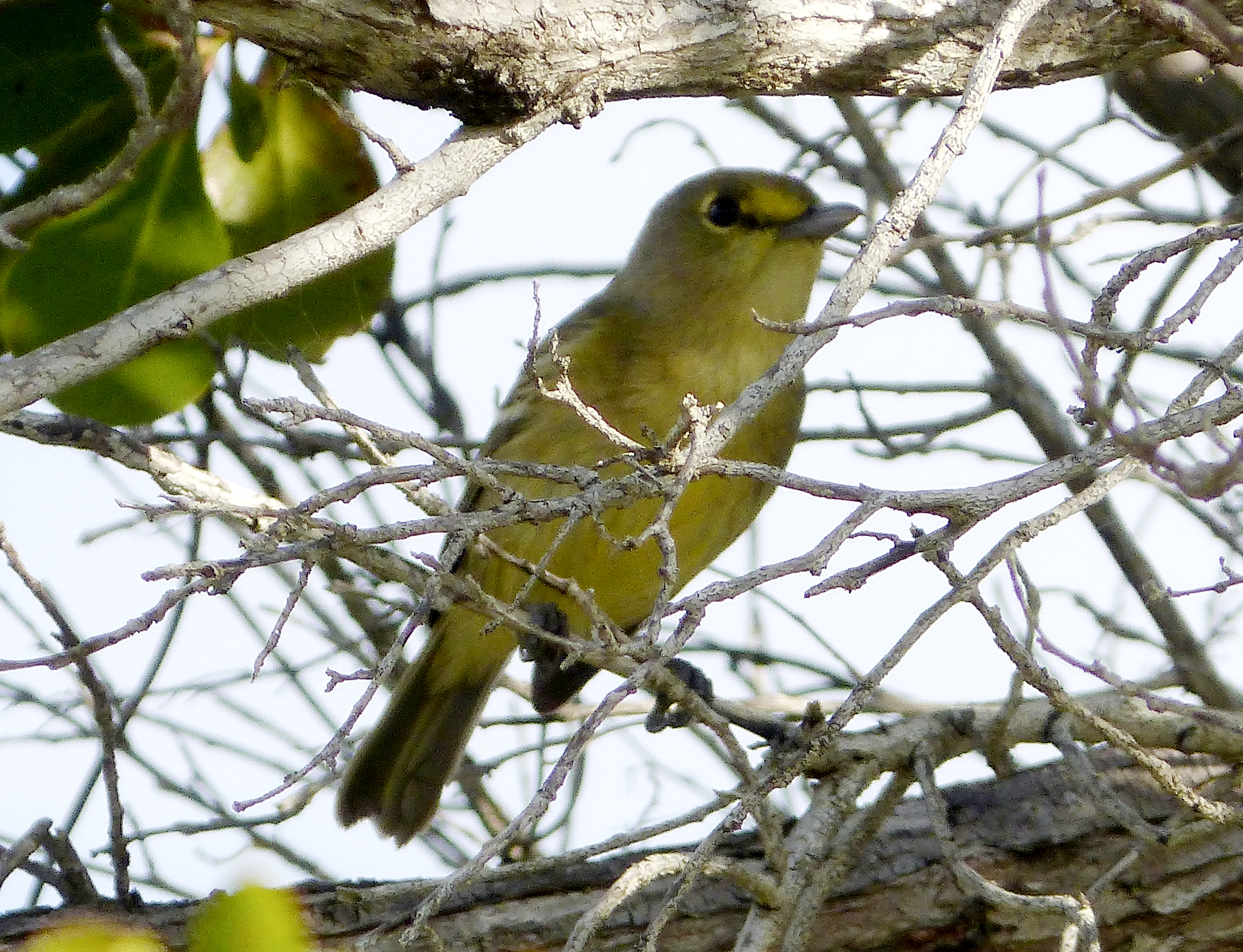

## Status och hot
Enligt IUCN:s rödlista är arten att räkna som livskraftig. Detta är eftersom den inte har tillräckligt litet utbredningsområde, det vill säga mindre än 20 000 m², samt med en minskande yta, eller tillräckligt liten population, det vill säga mindre än 10 000 vuxna individer eller 10 % minskning på tio år eller tre generationer.